# Le Führer en folie
Pour plus de détails, voir Fiche technique et Distribution.
Le Führer en folie est une comédie franco-italiano-allemande de Philippe Clair sortie en 1974.

## Synopsis
Georges de Caunes reçoit sur un plateau de télévision un ancien arbitre germano-suisse, Monsieur Achtung (Michel Galabru), auteur du livre Hitler footballeur et qui décrit le rôle du football durant la Seconde Guerre mondiale. La France et l'Allemagne sont en guerre. Adolf Hitler a défié les Alliés pour jouer le sort de la guerre au cours d’un match de football. Les troupes françaises s’entraînent dans le sport, mais le commandant (Pierre Doris) est particulièrement énervé par trois recrues incompétentes : Toto (Patrick Topaloff), Harry (Luis Rego) et Johnny (Maurice Risch). Il décide de se débarrasser d'eux en les envoyant en mission sur le territoire allemand.
Les trois footballeurs tombent sur une division de chars blindés, et ils y rencontrent Adolf Hitler (Henri Tisot) lui-même. Le Führer les prend pour des sportifs professionnels et les embauche dans sa propre équipe. Les trois sportifs sont obligés de jouer dans l'équipe nazie contre leur propre nation, et tentent tant bien que mal d'échafauder une tactique, tandis que le jour du match (arbitré par Monsieur Achtung) approche.

## Fiche technique
Source IMDb
- Réalisation : Philippe Clair
- Scénario : Philippe Clair et Victor Béniard
- Assistant réalisateur : Jean-Luc Voulfow
- Images : Jean-Paul Schwartz
- Musique : Carlo Rustichelli
- Producteur : Saul Cooper
- Producteur associé : James Megis
- Pays de production : France, Italie et Allemagne de l'Ouest
- Genre : comédie
- Durée : 95 minutes
- Format : couleur (Eastmancolor) - 35 mm - son mono
- Date de sortie : 
  - France : 12 avril 1974[2]
- Affiche : Clément Hurel (France)

## Distribution
Source IMDb
- Henri Tisot : Adolf Hitler
- Alice Sapritch : Eva Braun
- Michel Galabru : Monsieur Achtung
- Patrick Topaloff : Johnny
- Luis Rego : Harry
- Maurice Risch : Toto
- Venantino Venantini : le majordome italien
- Pierre Doris : Le colonel
- Philippe Clair : le curé de Baden-l'Oued
- Georges de Caunes : le présentateur
- Roland Giraud (non crédité)
- Christophe M.Quéré : Alphonse

## Autour du film
C'est Patrick Topaloff qui chante la chanson du générique « Ballon, ballon ».